# حزقيال مارتينيز
حزقيال مارتينيز (بالإسبانية: Juan Martínez)‏ هو سباح إسباني، ولد في 25 سبتمبر 1946.

## وصلات خارجية
- حزقيال مارتينيز على موقع أوليمبيديا (الإنجليزية)